# Mesosa senilis
Mesosa senilis là một loài bọ cánh cứng trong họ Cerambycidae.